# Players' League
Players' National League of Professional Base Ball Clubs (i historisk kontekst normalt omtalt som Players' League) var en Major League Baseball-liga, der eksisterede i kun én sæson, 1890. Ligaen udsprang af Brotherhood of Professional Base-Ball Players, baseballs første fagforening for spillere. Hovedparten af de bedste spillere i National League var med i fagforeningen, og nogle af medlemmerne anført af John Montgomery Ward forlod National League og dannede Players' League efter et mislykket forsøg på at ændre det ulige forhold mellem spillere og ledere i National League.
Ligaen havde deltagelse af otte hold, som i perioden 19. april – 4. oktober 1890 hver skulle spille 140 kampe. Boston Reds vandt mesterskabet efter en sæson med 81 sejre og 48 nederlag.
Kampene i Players' League var velbesøgte, i det mindste i nogle af byerne, men den var underfinansieret og dens ejere havde ikke troen på at ligaen kunne fortsætte efter den første sæson. Den efterfølgende sæson blev Boston Reds optaget i American Association sammen med Philadelphia Athletics, mens klubberne fra Brooklyn, New York, Chicago og Pittsburgh fusionerede med byernes respektive National League-hold. De sidste to hold blev lukket efter sæsonen og eksisterede derfor kun denne ene sæson.
I 1968 afgjorde et udvalg udpeget af Major League Baseball Commissioner William Eckert, at Players' League var en major league.

## Resultater
| Plac. | Hold                    | Kampe | Vundne | Uafgj. | Tabte | Proc.  |
| ----- | ----------------------- | ----- | ------ | ------ | ----- | ------ |
| 1.    | Boston Reds             | 130   | 81     | 1      | 48    | 62,8 % |
| 2.    | Brooklyn Ward's Wonders | 133   | 76     | 1      | 56    | 57,6 % |
| 3.    | New York Giants         | 132   | 74     | 1      | 57    | 56,5 % |
| 4.    | Chicago Pirates         | 138   | 75     | 1      | 62    | 54,7 % |
| 5.    | Philadelphia Athletics  | 132   | 68     | 1      | 63    | 51,9 % |
| 6.    | Pittsburgh Burghers     | 128   | 60     | 0      | 68    | 46,9 % |
| 7.    | Cleveland Infants       | 131   | 55     | 1      | 75    | 42,3 % |
| 8.    | Buffalo Bisons          | 134   | 36     | 2      | 96    | 27,3 % |